# Jason McCourty
Jason McCourty (* 13. August 1987 in Nyack, New York) ist ein ehemaliger US-amerikanischer American-Football-Spieler auf der Position des Cornerbacks. Er spielte College Football für Rutgers und stand bei den Miami Dolphins, Tennessee Titans, Cleveland Browns und New England Patriots in der National Football League (NFL) unter Vertrag.

## College
McCourty besuchte die Rutgers University und spielte für deren Team, die Scarlet Knights, zwischen 2005 und 2009 College Football. In 48 Partien gelangen ihm insgesamt 150 Tackles, zwei Interceptions und ein Touchdown. Teamkollege war auch sein Zwillingsbruder Devin, der seit 2010 bei den New England Patriots als Safety spielt.

## NFL

### Tennessee Titans
McCourty wurde beim NFL Draft 2009 von den Tennessee Titans in der 6. Runde als insgesamt 203. ausgewählt. Bereits in seiner Rookie-Saison konnte er sich etablieren und kam in 15 Spielen zum Einsatz, dreimal davon als Starter. Er wurde nicht nur in der Secondary, sondern auch in den Special Teams aufgeboten. In den folgenden Spielzeiten erhielt er zunehmend mehr Spielzeit, und er unterschrieb 2012 einen Sechsjahresvertrag in Höhe von 43 Millionen US-Dollar, 20 davon garantiert.
2015 wurde er zu einem der Mannschaftskapitäne der Defense, allerdings war die Saison für ihn bereits nach vier Spielen wegen einer Leistenverletzung zu Ende.
Im April 2017 wurde er nach acht Spielzeiten entlassen.

### Cleveland Browns
Im Mai 2017 unterschrieb er bei den Cleveland Browns einen Zweijahresvertrag in der Höhe von 6 Millionen US-Dollar.
Im Spiel gegen die Houston Texans gelang McCourty sein erster Touchdown als Profi.

### New England Patriots
Im März 2018 wurde er von den New England Patriots verpflichtet. Die Browns tauschten ihn und einen Siebtrundenpick gegen einen Sechstrundenpick im NFL Draft 2018. Er spielt somit im gleichen Team wie sein Zwillingsbruder Devin McCourty. Er konnte 70 Tackles und eine Interception erzielen. Am 13. März 2019 verlängerten die Patriots seinen Vertrag um zwei Jahre.

### Miami Dolphins
Am 7. Mai 2021 nahmen die Miami Dolphins McCourty unter Vertrag.
Am 15. Juli 2022 beendete er seine Karriere.